# Segunda batalla de Independence
La Segunda Batalla de Independence se libró el 22 de octubre de 1864, como parte de la Incursión de Price durante la guerra civil estadounidense. A finales de 1864, el general de división Sterling Price del Ejército de los Estados Confederados dirigió una fuerza de caballería hacia el estado de Misuri con la esperanza de crear un levantamiento popular contra el control de la Unión, atraer a las tropas del Ejército de la Unión de zonas más importantes y afectar a las elecciones presidenciales de los Estados Unidos de 1864. A Price se le opuso una combinación de fuerzas del Ejército de la Unión y de la Milicia del Estado de Kansas posicionadas cerca de Kansas City y dirigidas por el general de división Samuel R. Curtis. Además, la caballería de la Unión al mando del general de división Alfred Pleasonton seguía a Price desde el este. Mientras avanzaban hacia el oeste a lo largo del río Misuri, los hombres de Price entraron en contacto con las tropas de la Unión en el río Little Blue el 21 de octubre. Después de obligar a los soldados de la Unión a retirarse en la batalla de Little Blue, los confederados ocuparon la ciudad de Independence, Misuri.
El 22 de octubre, parte de la fuerza de Price empujó a los hombres de Curtis a través del río Big Blue, mientras que Pleasonton hizo retroceder a los defensores confederados del Little Blue. Las tropas confederadas de las divisiones del general de división James F. Fagan y del general de brigada John S. Marmaduke resistieron el avance de Pleasonton. Dos brigadas de la Unión obligaron a los confederados a atravesar Independence, capturando dos cañones y 300 hombres en el proceso. Mientras Pleasonton traía dos nuevas brigadas, los confederados se reagruparon al suroeste de la ciudad. Una mayor presión de la Unión hizo retroceder a los defensores, y los combates continuaron hasta el anochecer. A finales del 22 de octubre, casi todas las fuerzas confederadas habían retrocedido a través del Big Blue. Al día siguiente, Price fue derrotado en la batalla de Westport, y sus hombres retrocedieron a través de Kansas, sufriendo nuevas derrotas en el camino antes de llegar a Texas, habiendo sufrido grandes pérdidas durante la campaña. El campo de batalla ha sido cubierto desde entonces por el crecimiento de Independence.

## Antecedentes
Cuando comenzó la guerra civil estadounidense en abril de 1861, el estado de Misuri no se separó a pesar de permitir la esclavitud, ya que estaba dividido políticamente. El gobernador de Misuri, Claiborne Fox Jackson, apoyaba la secesión y a los Estados Confederados de América, a lo que se oponían elementos del ejército de la Unión bajo el mando del general de brigada Nathaniel Lyon. Una combinación de fuerzas de la Guardia Estatal de Misuri, confederadas y favorables a la secesión, derrotó a Lyon en la batalla de Wilson's Creek en agosto, pero a finales de año estaban confinadas en el suroeste de Misuri. El estado también desarrolló dos gobiernos competidores, uno que apoyaba a la Unión y otro a la Confederación. El control de Misuri pasó a la Unión en marzo de 1862 después de la batalla de Pea Ridge en Arkansas, y la actividad confederada en Misuri se limitó en gran medida a incursiones y guerra de guerrillas durante el resto de 1862 y hasta 1863.
En septiembre de 1864, la Confederación tenía pocas posibilidades de ganar la guerra, y el actual presidente de los Estados Unidos, Abraham Lincoln, tenía ventaja sobre George B. McClellan -que apoyaba el fin de la guerra- en las elecciones presidenciales de los Estados Unidos de 1864. Con los acontecimientos al este del río Misisipi que seguían volviéndose en contra de los confederados, se ordenó al general Edmund Kirby Smith, comandante del departamento confederado del Trans-Misisipi, que enviara su infantería al otro lado del río hacia zonas más importantes de la guerra. Este movimiento resultó imposible, ya que el control de la Armada de la Unión sobre el río Misisipi impedía un cruce a gran escala. En su lugar, Smith decidió atacar, a pesar de contar con recursos limitados. El mayor general confederado Sterling Price y Thomas Caute Reynolds, que había sustituido a Jackson como jefe del gobierno confederado de Misuri en febrero de 1863 tras la muerte de éste, propusieron una invasión de Misuri. Smith aprobó el plan y puso a Price al mando de la ofensiva. La invasión fue diseñada para iniciar un levantamiento popular contra el control del estado por parte de la Unión, alejar a las tropas de la Unión de otros escenarios más importantes de la guerra y mejorar las posibilidades de McClellan de derrotar a Lincoln.

## Preludio
Después de entrar en Misuri el 19 de septiembre, la columna de Price avanzó hacia el norte, sólo para sufrir un sangriento rechazo en la batalla de Pilot Knob el 27 de septiembre. Tras sufrir cientos de bajas en Pilot Knob, Price decidió no atacar la ciudad de San Luis, que estaba defendida por 9.000 soldados de infantería de la Unión. En su lugar, dirigió su comando hacia el oeste, hacia la capital del estado, Jefferson City. Estorbado por una caravana de carros que se movía lentamente, el ejército de Price tardó lo suficiente en llegar a Jefferson City como para que la guarnición de la Unión pudiera ser reforzada, pasando de 1.000 hombres a 7.000. Una vez que Price llegó a Jefferson City a principios de octubre, decidió que era demasiado fuerte para atacar, y continuó avanzando hacia el oeste a lo largo del río Misuri. Durante el movimiento, los confederados reunieron reclutas y suministros, además de ganar la batalla de Glasgow y capturar Sedalia.

### Fuerzas enfrentadas

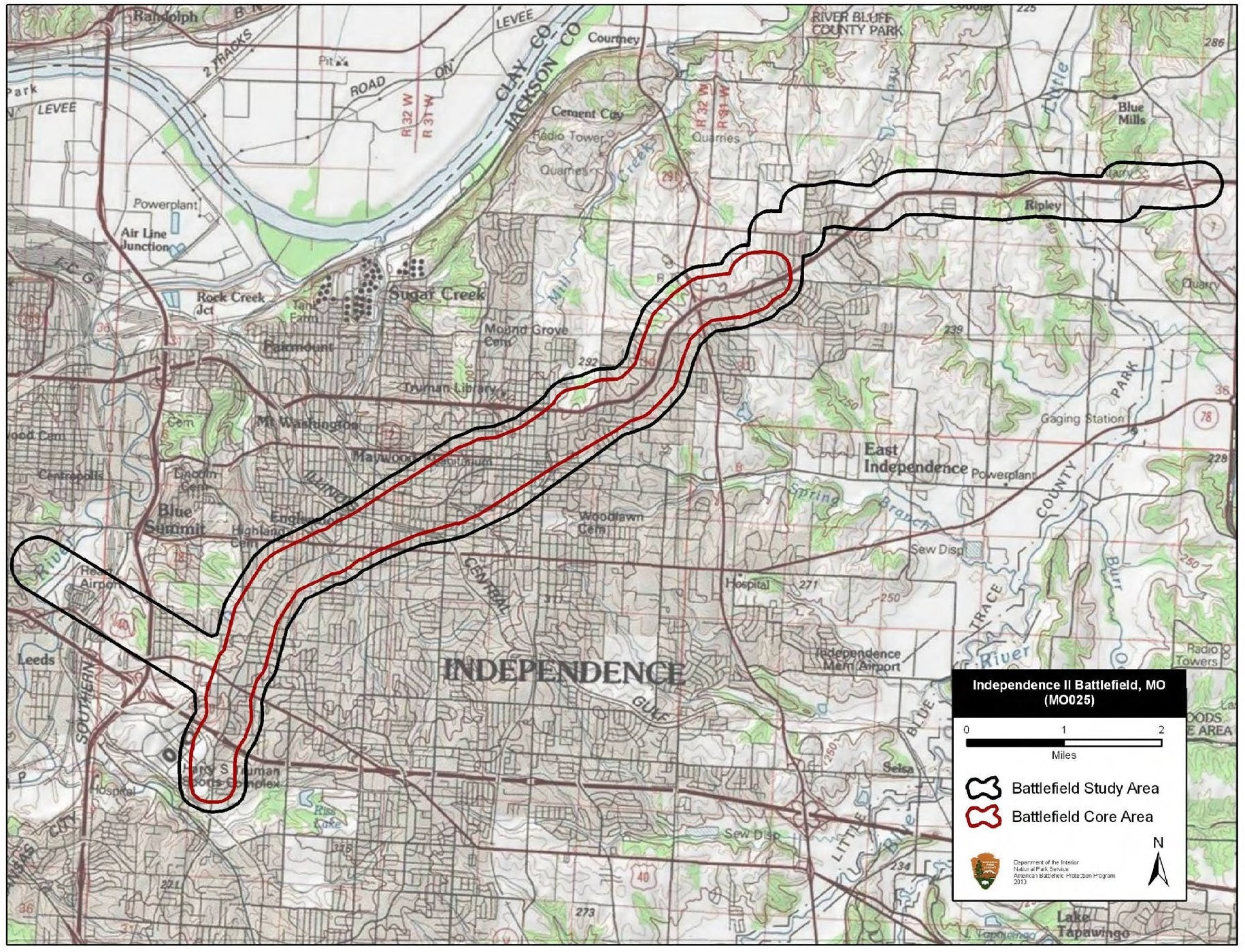
Mapa del campo de batalla

La fuerza de Price, llamada Ejército de Misuri, contenía unos 12.000 o 13.000 soldados de caballería y 14 cañones. Varios miles de estos hombres no estaban armados o estaban mal armados, y todos los cañones de Price eran de calibre ligero. El Ejército de Misuri estaba organizado en tres divisiones, comandadas por el general de división James F. Fagan y los generales de brigada Joseph O. Shelby y John S. Marmaduke. La división de Marmaduke contenía dos brigadas, comandadas por el general de brigada John B. Clark Jr. y el coronel Thomas R. Freeman; la división de Shelby tenía tres brigadas al mando de los coroneles David Shanks (sustituido por el general de brigada M. Jeff Thompson después de que Shanks muriera en acción), Sidney D. Jackman y Charles H. Tyler; y la división de Fagan contenía cuatro brigadas al mando del general de brigada William L. Cabell y los coroneles William F. Slemons, Archibald S. Dobbins y Thomas H. McCray.
Contra Price estaba el Departamento de Misuri, que estaba comandado por el general de división William S. Rosecrans. Muchos de los 10.000 hombres del departamento eran milicianos, que estaban dispersos por todo el estado en una variedad de distritos y subdistritos locales. En septiembre, Rosecrans fue reforzado en San Luis por parte del XVI Cuerpo, bajo el mando del general de división Andrew Jackson Smith. Una división de caballería de la Unión se formó el 6 de octubre en Jefferson City bajo el mando del general de división Alfred Pleasonton. El comando de Pleasonton consistía en cuatro brigadas, aunque una de ellas (parte del cuerpo de Smith) no estaba en la zona en ese momento. Las cuatro brigadas estaban compuestas por una mezcla de tropas del Ejército de la Unión y de la milicia de Misuri y contaban con el apoyo de 12 cañones; estaban al mando de los generales de brigada Egbert Brown, John McNeil y John B. Sanborn y el coronel Edward F. Winslow. Sanborn actuó como comandante en funciones hasta que Pleasonton tomó el mando completo el 20 de octubre. En el otro lado del estado, se formó el Ejército de la Frontera de la Unión bajo el mando del general de división Samuel R. Curtis; estaba formado por una combinación de soldados del Ejército de la Unión y hombres de la Milicia del Estado de Kansas. El Ejército de la Frontera se dividió en dos alas: una comandada por el general de división George W. Dietzler y la otra por el general de división James G. Blunt. Mientras que los soldados no milicianos de Blunt se desplazaron hacia el este, hacia Price, las fuerzas políticas de Kansas impidieron que los milicianos se adentraran en Misuri más allá del río Big Blue.

### Lexington y Little Blue River
El 18 de octubre, Blunt ocupó la ciudad de Lexington, esperando actuar conjuntamente con Sanborn. Sin embargo, Sanborn estaba demasiado lejos para moverse en conjunto con Blunt, mientras que el ejército de Price estaba a sólo 20 millas (32 km). Blunt decidió mantener la ciudad y resistir a Price, quien atacó con la división de Shelby el 19 de octubre, dando lugar a la segunda batalla de Lexington. Los hombres de Shelby no pudieron desalojar a los defensores de la Unión, pero los confederados capturaron la ciudad después de que las divisiones de Marmaduke y Fagan se comprometieran en la refriega[20] La mañana siguiente a la batalla, Blunt detuvo su retirada en el río Little Blue. Abogó por mantenerse en el río, pero no podía ser reforzado en esa posición debido a las restricciones de movimiento de la Milicia del Estado de Kansas. Curtis ordenó a Blunt que retrocediera a la posición principal de la Unión en Independence; sólo un único regimiento y cuatro cañones quedaron en el Little Blue como retaguardia.
En la mañana del 21 de octubre, la brigada confederada de Clark atacó la retaguardia de la Unión y cruzó el río por la fuerza, abriendo la batalla del río Little Blue. Siguieron los combates mientras Blunt recibía permiso para devolver sus tropas a la línea de Little Blue River y Price traía la división de Shelby. Los dos bandos formaron líneas reforzadas, y Shelby continuó el ataque. Las amenazas confederadas al flanco de la Unión obligaron a sacar tropas del centro para apoyar las partes amenazadas de la línea. Este debilitamiento del centro de la línea lo expuso al ataque confederado. Poco después de las 14:00, las tropas de la Unión comenzaron a retirarse del campo, retrocediendo hasta Independence. A última hora de la tarde, Blunt ordenó el abandono de Independence y retiró a sus hombres hacia el Big Blue. Al anochecer, los hombres de Curtis y Blunt estaban en el lado oeste del Big Blue, y Price había ocupado Independence.

## Batalla

### De Little Blue a Independence

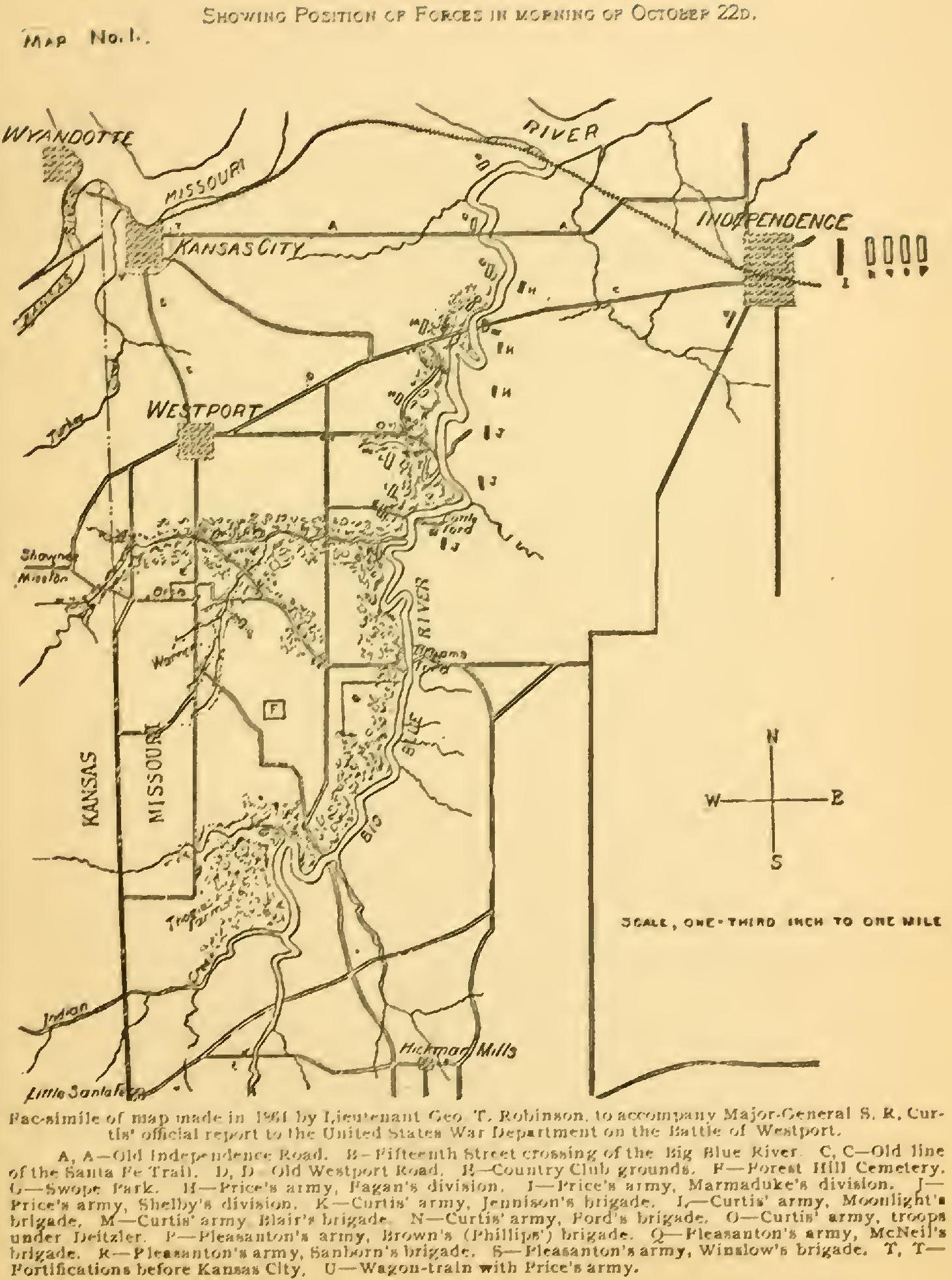
Mapa que muestra la ubicación relativa de Independence, el río Big Blue y la línea estatal de Missouri/Kansas

El 22 de octubre, Price realizó un ataque de amago contra la parte norte de la línea del río Big Blue, mientras que la división de Shelby atacó con fuerza más al sur, provocando la batalla de Byram's Ford. El ataque obligó a la línea de la Unión a retroceder hacia la ciudad de Westport, y Price trasladó gran parte de su ejército al otro lado del Big Blue. La división de Fagan, con 4.500 hombres, quedó en Independence como retaguardia, y la división de Marmaduke, con 2.500 hombres, quedó entre Fagan y Shelby. Antes de que Pleasonton tomara el mando de Sanborn el 20 de octubre, sus hombres de caballería habían avanzado poco. Rosecrans y Smith habían estado siguiendo a la caballería con infantería, pero con Pleasonton al mando, la caballería se movió mucho más rápido y llegó a Lexington un día antes que la infantería. Sabiendo que Price tendría que girar hacia el sur para regresar a territorio confederado, Rosecrans quería que Smith y Pleasonton se movieran hacia el sur y cortaran el camino que los confederados tendrían que tomar en una retirada. En cambio, Pleasonton se había adelantado lo suficiente a Rosecrans como para que sus 7.000 soldados de caballería estuvieran ya casi en la línea de Price. En la mañana del 22 de octubre, Rosecrans cambió sus planes para permitir que Pleasonton persiguiera a Price directamente. La infantería de Smith ya había iniciado el giro hacia el sur, y tuvo que contramarchar hacia el norte.
El contacto entre los dos bandos se produjo a las 05:00 en el Little Blue. El 13.er Regimiento de Caballería de Misuri y el 17.º Regimiento de Caballería de Illinois de la brigada de McNeil hicieron retroceder a los piquetes confederados, de la brigada de Slemons y bajo el mando del Coronel John C. Wright, en el cruce del río, pero se retrasaron debido a un puente quemado. Una batería de artillería estaba al otro lado del río a las 10:00. La brigada de McNeil pasó dos horas empujando a la brigada de Slemons y a la Batería de Arkansas de Hughey, que estaba armada con cañones Parrott, antes que ellos. La caballería de la Unión estaba a mitad de camino hacia Independence a las 13:30. Price y Fagan fueron informados de la acción, y la brigada de Cabell fue enviada para apoyar la acción de retaguardia de Slemons y Wright. Los hombres de Cabell se movieron al frente, y Slemons y Wright cayeron a la retaguardia y fuera de la acción. La caravana de Price aún no había podido cruzar completamente el Big Blue, y Cabell tuvo que aguantar en Independence el tiempo suficiente para permitir que el tren cruzara, ya que Price estaba atrapado entre dos fuerzas de la Unión. Después de retroceder hasta Independence, a Cabell se le unieron las brigadas de Clark y Freeman.

### Los confederados son expulsados de Independence
McNeil reanudó el avance alrededor de las 14:00, utilizando una formación compuesta por el 17.º de Caballería de Illinois y el 13.º de Caballería de Misuri como su línea principal y el 5.º Regimiento de Caballería de la Milicia Estatal de Misuri actuando como escaramuzadores. A pesar del apoyo de la batería de Hughey, que duró hasta las 15:00 horas, la brigada de Cabell se vio obligada a retroceder hasta la propia Independence. Pleasonton comprometió a la brigada de Sanborn en la lucha, y se realizó un ataque con el 2.º Regimiento de Caballería de Arkansas a la cabeza. Aunque se pretendía la coordinación entre la unidad de carga, el ala derecha de la brigada de Sanborn se adelantó al resto de la línea de la Unión, ya que parte del 2.º de Caballería de Arkansas ya estaba a medio camino de Independence cuando el resto de las unidades comenzaron a avanzar. Después de que el regimiento de Arkansas de la Unión entrara en la ciudad, los hombres desmontaron para prepararse para el combate cuerpo a cuerpo. El ataque alejó a los confederados hacia el oeste y el suroeste, pero se detuvo debido a la fatiga. Con Sanborn estancado, la brigada de McNeil recibió la orden de cargar de nuevo. El ataque de McNeil estaba liderado por el 13.º de Caballería de Misuri, con el 17.º de Caballería de Illinois y el 7.º Regimiento de Caballería de Kansas siguiéndole. Los confederados habían intentado bloquear el camino de este ataque tendiendo una cadena a través de la carretera, pero este obstáculo fue retirado por un civil unionista.
El ataque del 13.º de Caballería de Misuri destrozó la resistencia confederada en el Temple Lot, un lugar religioso relacionado con el movimiento de los Santos de los Últimos Días. El regimiento también cargó contra la batería de Hughey, que contaba con el apoyo de un grupo de tropas confederadas. El fuego de la Unión derribó todos los caballos de la batería, y derrotó a los hombres de la batería y al destacamento de apoyo. El comandante del destacamento, los dos cañones de Hughey (que habían sido capturados a las fuerzas de la Unión en la batalla de Pleasant Hill), y 300 confederados fueron capturados[30] Cabell estuvo a punto de ser capturado, y perdió su espada durante su huida. La 13.ª Caballería de Misuri sólo perdió 10 hombres durante la carga. Aunque el ataque fue exitoso, no pudo ser seguido con las tropas disponibles, ya que tanto la brigada de McNeil como la de Sanborn estaban cansadas y desorganizadas. Además, los hombres de Clark resistieron en Independence hasta las 17:00 horas, cuando empezaron a retroceder al saber que el tren de suministros de Price estaba cruzando el Big Blue. Pleasonton respondió trayendo a las brigadas de Brown y Winslow. Como parte del proceso de limpieza, un banco local y un hotel fueron tomados para ser utilizados como hospitales, y 40 de los hombres de Blunt que habían sido capturados durante la batalla de Little Blue River fueron rescatados.

### Hacia el Big Blue
Pleasonton pretendía que la brigada de Brown atacara con el apoyo de los hombres de Winslow, pero el ataque tardó en materializarse, lo que permitió a los confederados reorganizarse a una milla (1,6 km) al suroeste de Independence. Brown atacó finalmente una hora antes del anochecer, pero con menos fuerza de la prevista. El plan era atacar con un frente compuesto por el 1.º Regimiento de Caballería de la Milicia del Estado de Misuri, el 4.º Regimiento de Caballería de la Milicia del Estado de Misuri y el 7.º Regimiento de Caballería de la Milicia del Estado de Misuri, pero las dos últimas unidades fueron bloqueadas cuando la Batería L del 2.º Regimiento de Artillería Ligera de Misuri se detuvo en Independence. Además, el comandante del 1.er Regimiento de Caballería de la Milicia del Estado de Misuri, el Coronel James McFerran, permaneció en la retaguardia y no participó en el ataque. Bajo el mando del teniente coronel Bazel Lazear, la unidad escaramuzó con los confederados hasta que los defensores presionaron lo suficiente la línea de Lazear como para que éste pidiera refuerzos. Brown finalmente comprendió la situación en el campo, localizó al 4.º y 7.º de Caballería de la Milicia Estatal de Misuri y envió al frente a los dos regimientos y a la unidad de artillería que los había bloqueado. La fuerza reforzada de la Unión atacó entonces cuando sólo faltaban 30 minutos para la puesta de sol.
El ataque de la Unión hizo retroceder a los confederados 3,2 km, pero se quedó sin munición. El historiador moderno Kyle Sinisi estimó que el 1.º de Caballería de la Milicia del Estado de Misuri disparó 11.700 cartuchos durante su parte del combate, basándose en los efectivos del regimiento y en un informe de McFerran en el que se indicaba la cantidad de munición que recibían los soldados de la unidad. Tras quedarse sin munición, los hombres de Brown se apartaron de la carretera de Westport y permitieron a la brigada de Winslow pasar al frente. El 3.er Regimiento de Caballería de Iowa, el 4º Regimiento de Caballería de Iowa, el 4º Regimiento de Caballería de Misuri y el 10.º Regimiento de Caballería de Misuri de la brigada de Winslow continuaron luchando mientras caía la noche. Los hombres de Winslow atacaron y rápidamente hicieron retroceder a las brigadas de Cabell y Freeman. Clark formó una retaguardia con su brigada y la Batería de Texas de Pratt, que frenó el ataque de la Unión. Aunque los combates nocturnos eran raros durante la Guerra Civil, el 3.er de Caballería de Iowa continuó el avance durante la noche, e hizo retroceder a los regimientos de Clark. Alrededor de las 22:00, la caravana confederada había completado el cruce del Big Blue, y poco después de esa hora, todas las unidades de Clark, excepto el 8.º Regimiento de Caballería de Missouri, habían cruzado también el río. En este punto, las tropas de la Unión estaban a pocas millas del río Big Blue. Tras recibir fuego del 8.º de Caballería de Misuri, Winslow detuvo la persecución de su brigada alrededor de las 22:30.

## Consecuencias

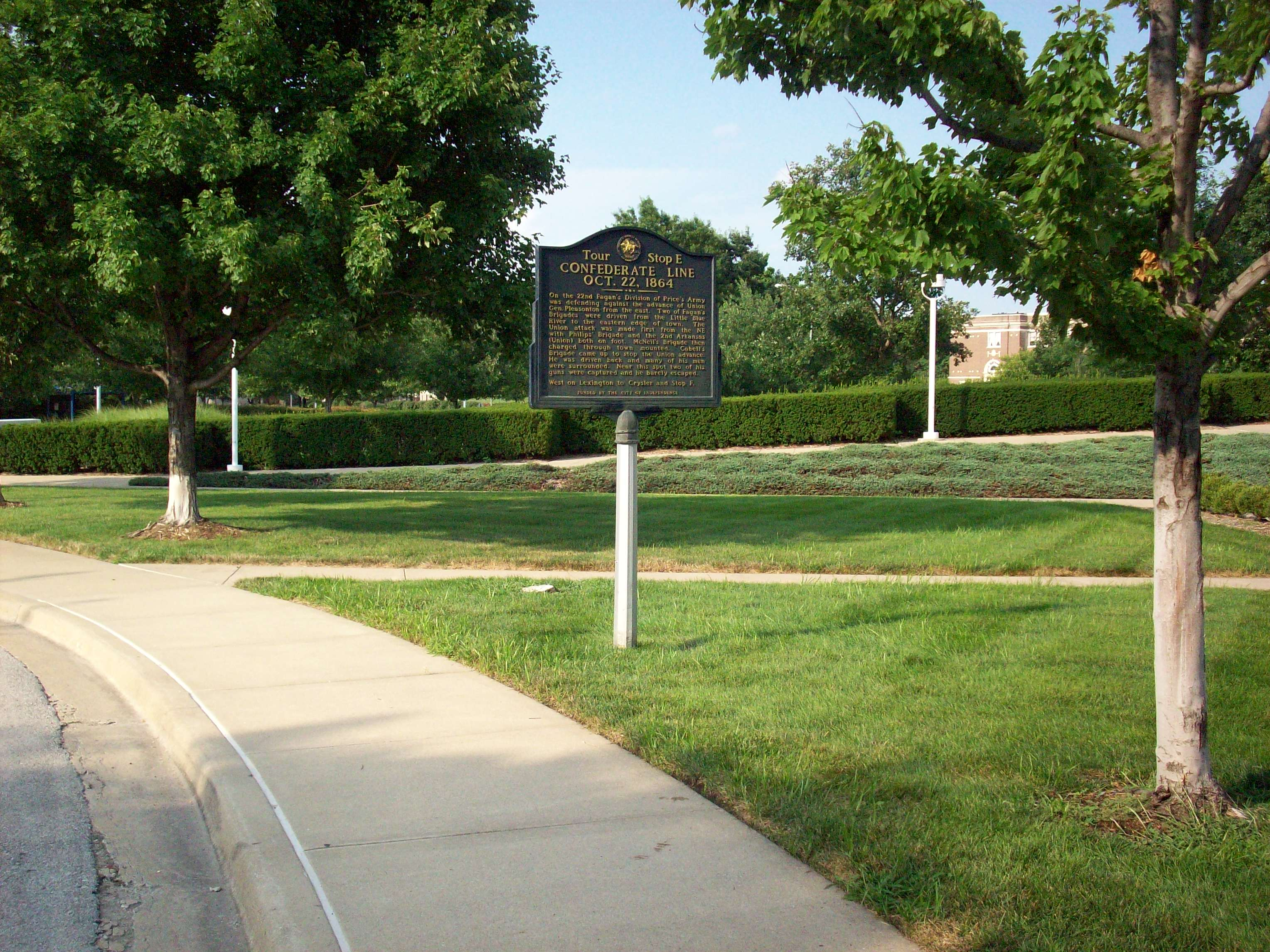
Línea de batalla de Fagan, en los terrenos del moderno Templo de la Independencia

Pleasonton afirmó haber capturado 400 prisioneros y haber encontrado 40 confederados muertos en el campo. Price declaró haber perdido 300 o 400 hombres. En el bando de la Unión, las pérdidas fueron mayores en la brigada de McNeil. La Civil War Battlefield Guide afirma que se desconocen las pérdidas de la Unión y sitúa las de Price en 140 hombres. Un comandante de brigada confederado declaró que sus hombres sufrieron grandes pérdidas.
Preocupado por la seguridad de su caravana, Price ordenó que se moviera al amanecer hacia Little Santa Fe, vía Hickman Mills. Se asignaron dos brigadas para vigilar la caravana. Marmaduke recibió órdenes de resistir a Pleasonton, y las divisiones de Fagan y Shelby debían atacar a Curtis, aunque muchos de los hombres de Fagan fueron reubicados para vigilar el flanco de Marmaduke. El 23 de octubre, Shelby y Fagan lucharon contra Blunt en la batalla de Westport. La línea confederada aguantó inicialmente, pero la llegada de hombres de la Milicia del Estado de Kansas cambió el rumbo hacia la Unión. Además, Pleasonton envió a McNeil a hostigar la caravana confederada y atacó a Marmaduke con el resto de su división. Las tropas de la Unión rompieron la línea y alcanzaron el flanco de la línea de Westport. Luchando contra Curtis y Pleasonton, y con la infantería de Smith acercándose, Price retrocedió hacia Kansas. Se produjeron más combates durante la retirada, incluida una desastrosa derrota confederada en la batalla de Mine Creek el 25 de octubre. La persecución de la Unión continuó hasta alcanzar el río Arkansas el 8 de noviembre, y Price se retiró hasta Texas. Había perdido a todos los hombres que trajo a Misuri, excepto a 3.500.